# Иргашев, Хидир-Али
Хидир-Али Иргашев (1917 — 29 марта 1965) — советский узбекский хозяйственный и государственный деятель. Министр производства и заготовок сельскохозяйственных продуктов Узбекской ССР (1962—1965). Депутат Верховного Совета СССР 6-го созыва.

## Биография
Родился в 1917 году. Член КПСС с 1946 года.
Участник Великой Отечественной войны. С 1942 года — на хозяйственной, общественной и политической работе. В 1942—1965 годы — инженер, начальник отдела, начальник управления, заместитель министра сельского хозяйства Узбекской ССР, секретарь, второй секретарь Наманганского обкома КП Узбекситана (до 1958 года). Директор Среднеазиатского института механизации и электрификации сельского хозяйства. Председатель Ташкентского облисполкома (1961 — март 1962). С марта 1962 года — заместитель председателя Совета Министров Узбекской ССР, министр производства и заготовок сельскохозяйственных продуктов Узбекской ССР.
Избирался депутатом Верховного Совета СССР 6-го созыва.
29 марта 1965 года покончил жизнь самоубийством.